# Lago Kaindy
El Lago Kaindy (en kazajo: 'Қайыңды көлі', Qayıñdı köli) es un lago de 400 metros de largo en Kazajistán con una profundidad máxima de 30 m en algunas áreas. Está ubicado a 129 kilómetros dirección este-sudeste de la ciudad Almatý y a 2.000 metros sobre el nivel del mar.
El lago fue creado como resultado de una enorme derrumbe de caliza, provocado por el terremoto de 1911 en  Chon-Kemin. El camino hacia el Lago Kaindy tiene varias vistas panorámicas hacia el Cañón Saty, el Valle Chilik, y el Cañón Kaindy. Troncos sumergidos de los árboles secos de  Picea schrenkiana se elevan por sobre la superficie.